# Haus Clauß
Haus Clauß, auch Winzerhaus Clauß bzw. Haus Claus, ist eines der Winzerhäuser der Lößnitz, es steht im Radebeuler Stadtteil Niederlößnitz in der Winzerstraße 48a. Es ist benannt nach der Besitzerfamilie Clauß, die das Anwesen von 1831 bis 1931 besaß und dort lange Zeit ein Obstgeschäft betrieb, weswegen sie „Äppl-Clauß“ genannt wurde.

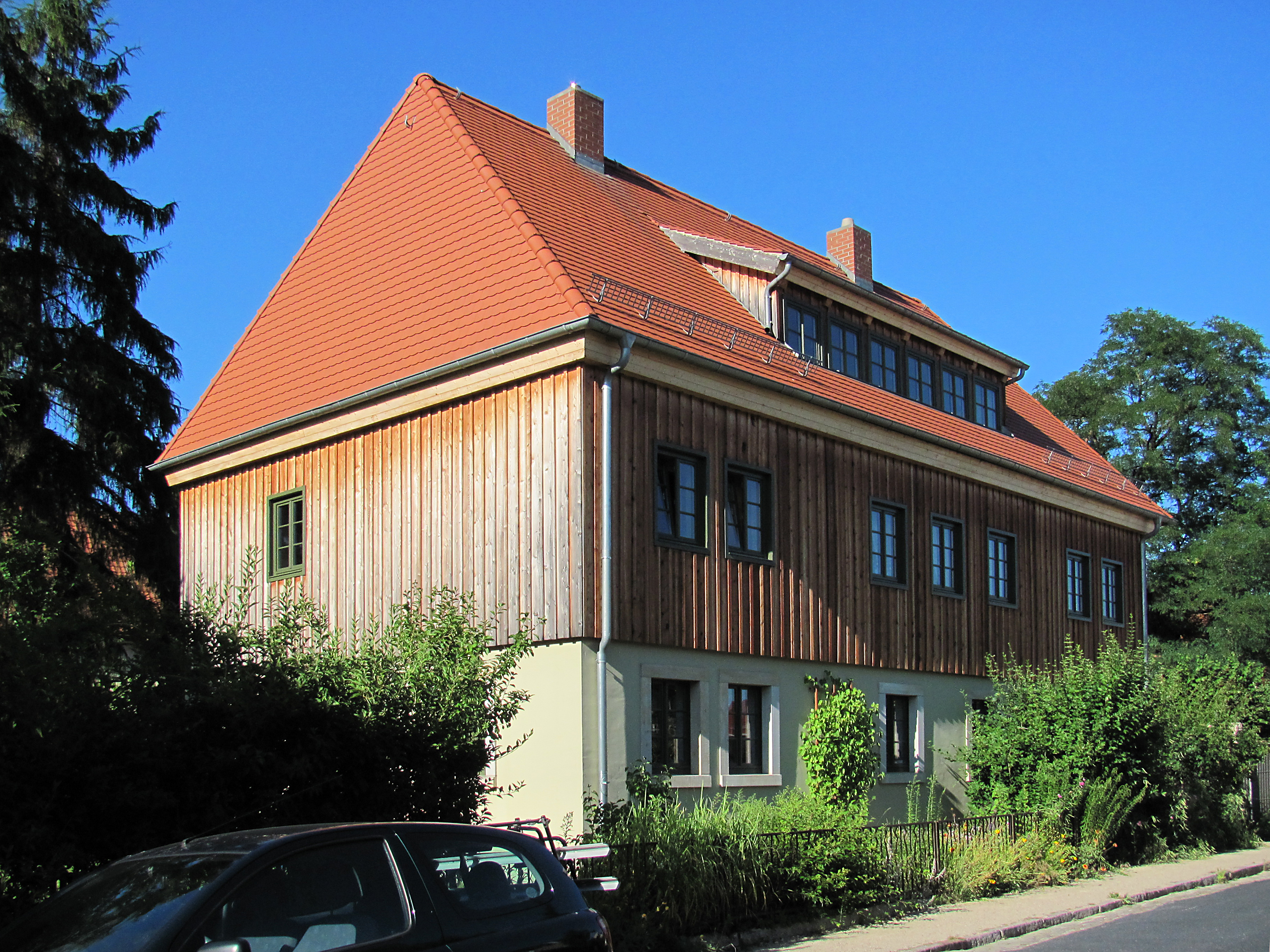
Haus Clauß, von Westen (2011), noch mit Eisenzaun

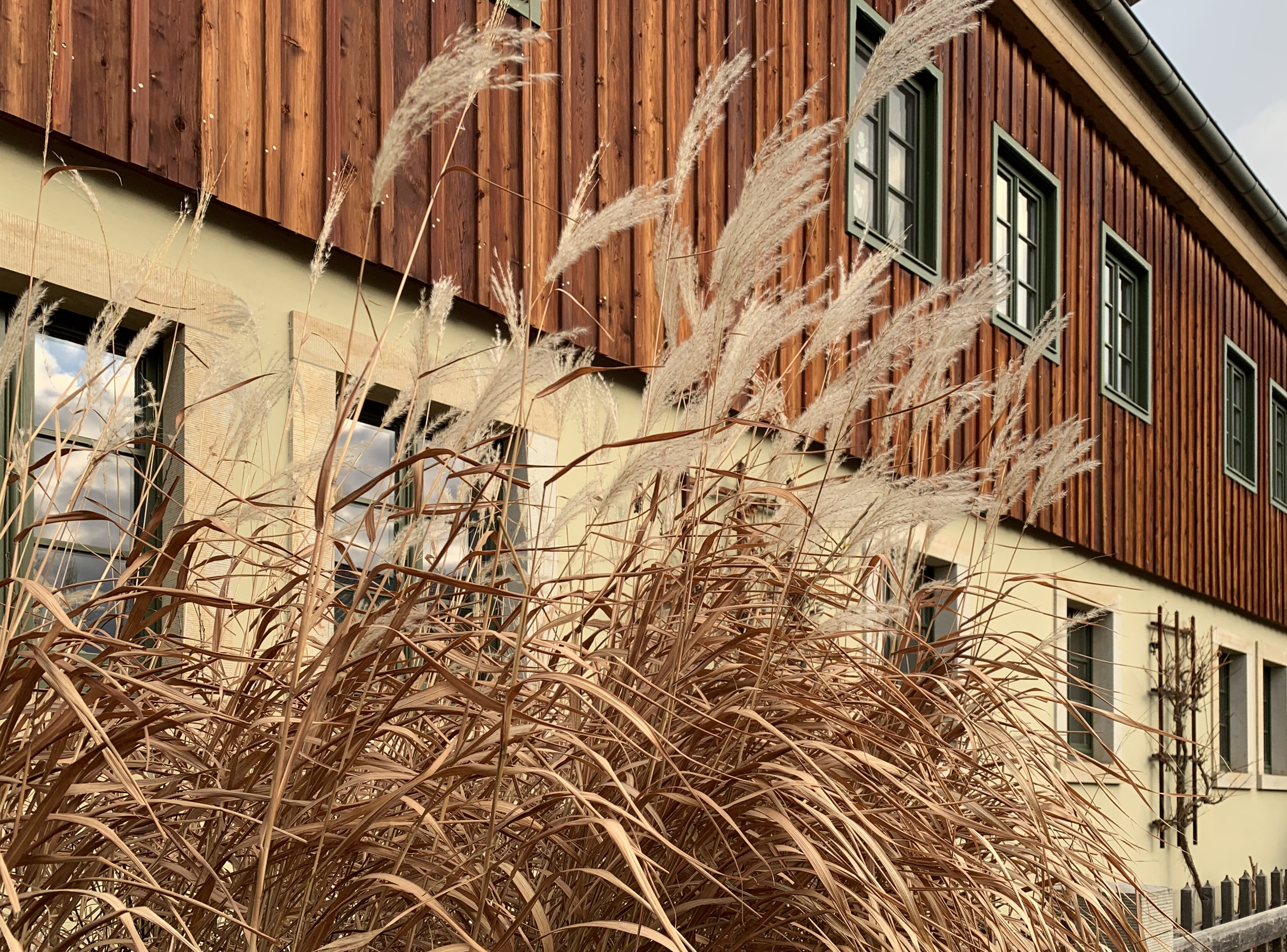
Haus Clauß, von Westen (2019), erneuerter Holzzaun mit Sandsteinpfeilern

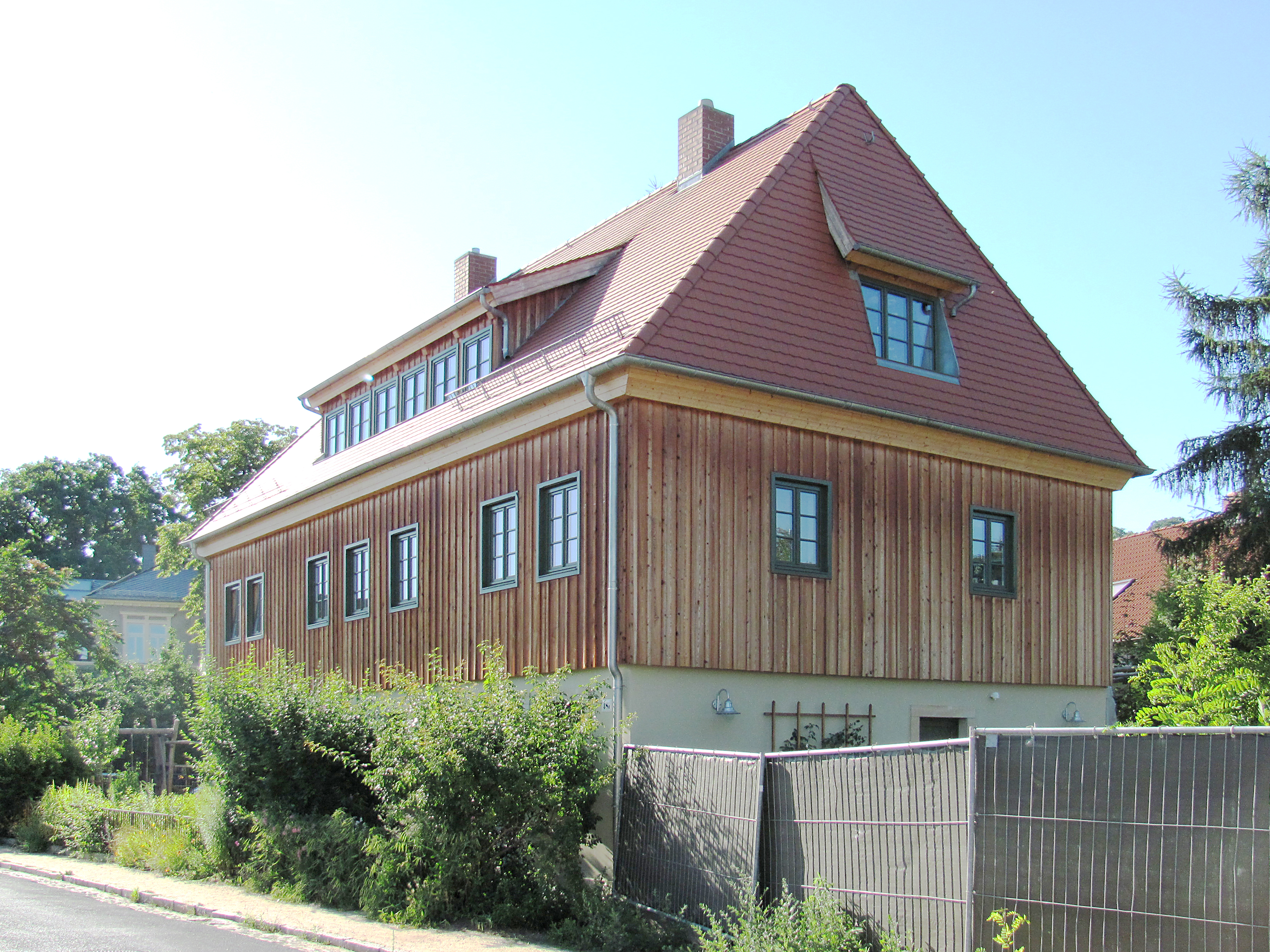
Haus Clauß, von Osten

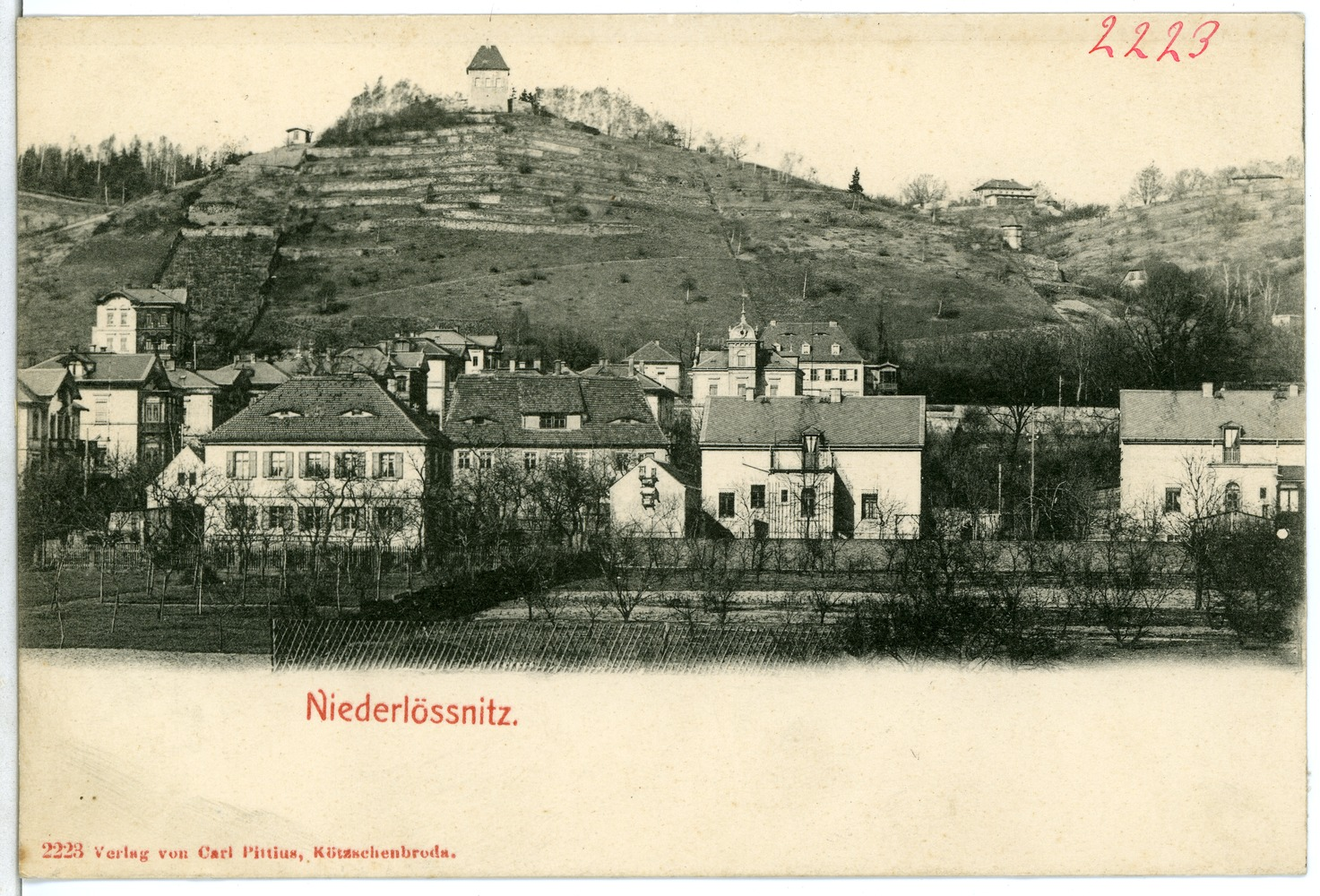
Minckwitzscher Weinberg um 1902. Im Vordergrund Haus Clauß (2. von li.) mit Fledermausgauben seitlich einer schmaleren Schleppgaube in der Mitte

## Beschreibung
Das zweigeschossige, denkmalgeschützte Gebäude hat „seinen historischen Charakter weitgehend verloren“, es gilt jedoch trotzdem als „Zeugnis für den jahrhundertelangen Weinbau in der Lößnitz“.
Über zwei Weinkellern mit Tonnengewölbe steht ein heute massives, verputztes Erdgeschoss, das Obergeschoss ist verbrettert. Darüber befindet sich ein hohes Walmdach mit einer sechsfenstrigen Schleppgaube nach Süden. Im Dachstuhl ist noch ein Auflager einer früheren Abwalmung sichtbar, die zeigt, dass das Gebäude um etwa 4 Meter nach Osten verlängert wurde.
Die Erdgeschossfenster sind von Sandstein-Gewänden eingerahmt, die Verbundfenster der 1980er Jahre sind durch Sprossenfenster ersetzt.

## Geschichte
Teile des Winzerhauses wurden bereits 1665 errichtet, wie eine Jahreszahl im Sandsteingewände des Kellerzugangs berichtet. Davon zeugt auch eine Jahreszahl im Schlussstein der Eingangstür auf der Nordseite, zusammen mit den Initialen „T.S.C.“. Bis 1787 war der Geheime Rat v. Saulls im Besitz des Weinguts, dann gingen vier Weinberge an den Dresdner Weinhändler Phillipp Friedrich Klöpfer.
Johann Gottlob Clauß erwarb 1831 das Anwesen, dessen Familie hundert Jahre bis 1931 im Besitz des Anwesens blieb. Als 1869 der Weinbergsbesitzer Friedrich Traugott Clauß das Anwesen besaß, wohnte dort übergangsweise auch der pensionierte General Maximilian August von Schmieden, der sich 1872 schräg gegenüber sein eigenes Landhaus errichten ließ.
In den 1930er Jahren war das an der östlichen Grundstücksgrenze stehende Gebäude mit dem Winzerhaus durch einen einfachen Zwischenbau verbunden, in dem sich der Obstladen von „Äppl-Clauß“ befand. 1935 erfolgten größere Umbauten, bei denen das Fachwerk des Erdgeschosses durch massives Mauerwerk ersetzt wurde. Das Obergeschoss wurde dagegen verbrettert.
Zu DDR-Zeiten, mindestens seit 1973, stand das Anwesen als „Haus Claus“ unter Denkmalschutz.
In den 1980er Jahren erfolgte eine weitere „Modernisierung“ mit sprossenlosen Verbundfenstern. Dabei verschwanden straßenseitig auch die zweifenstrige Schleppgaube und die Fledermausgauben auf beiden Seiten. Anfang der 2000er Jahre kam es zu einer umfassenden Sanierung. Im Jahr 2011 war der ehemalige Obstladen abgerissen und das ehemalige Winzerhaus stand frei.